# Вісник Національної академії наук України
«Вісник Національної академії наук України» — загальнонауковий журнал, друкований орган Президії НАН України. Видання широко висвітлює діяльність НАН України, основні проблеми організації та координації фундаментальних і прикладних наукових досліджень, актуальні питання розвитку науки та інноваційної діяльності, сучасний стан та перспективи досліджень з найважливіших галузей природничих, технічних і суспільних наук як в Україні, так і в світі, повідомляє про досягнення наукових колективів та окремих учених. ISSN 1027-3239 (Print)
ISSN 2518-1203 (Online). Свідоцтво про державну реєстрацію друкованого засобу масової інформації: серія КВ № 8923 від 01.07.2004.

## Історія
Журнал почав виходити під назвою «Вісті Всеукраїнської Академії наук». Перший його випуск датовано жовтнем-груднем 1928 р. Він мав єдиний номер (№ 1–3) з наскрізною пагінацією (83 с.). На першій сторінці назву видання і адресу було продубльовано французькою мовою, оскільки нею тоді користувалися як міжнародним засобом наукового спілкування. Першим редактором журналу був академік О. В. Корчак-Чепурківський — відомий український епідеміолог. Саме він підписав надруковане на початку журналу звернення до читачів «Від редакції» — програмну заяву, в якій сформульовано основні завдання нового друкованого органу.
З перших публікацій «Вісті» спрямували тематику журналу на висвітлення наукових розробок Академії для потреб народногосподарського і культурного будівництва в Україні, торкнулися проблеми ставлення суспільства до знань, нагромаджених попередніми поколіннями. Важливе місце на сторінках випуску посіли матеріали, пов'язані з обговоренням статуту Академії, яке саме розгорнулося в той період. Так починалася біографія провідного академічного журналу України. Подальші суперечливі й драматичні події в історії країни безумовно знаходили своє віддзеркалення на його сторінках, але основне завдання — сприяння розвитку вітчизняної науки і поширення досягнень Академії — журнал продовжує виконувати й нині. У різні роки головними редакторами були академіки О. В. Палладін, Б. І. Чернишов, Г. В. Курдюмов. Виходив журнал і під час Великої Вітчизняної війни, в Уфі, куди з України було евакуйовано багато наукових установ.
Упродовж своєї історії журнал неодноразово змінював назву. З 1936 р. у зв'язку з перейменуванням Академії він називався «Вісті Академії наук УРСР», починаючи з 1947 р. виходив як «Вісник Академії наук Української РСР», з 1991 р. — «Вісник Академії наук України», а з квітня 1994 р. дістав нинішню назву — «Вісник Національної академії наук України».
З 1960 по 1969 рік була перерва у виданні часопису. Однак відродившись, він знову став літописом розвитку української академічної науки — висвітлював найважливіші проблеми фундаментальної науки, повідомляв про вагомі практичні досягнення, виконував координаційні функції. Головним редактором відновленого «Вісника» став президент Академії наук Борис Євгенович Патон.

## Назва
- 1928—1934 — «Вісті Всеукраїнської Академії наук».
- 1935—1945 — «Вісті Української Академії наук».
- 1945—1949 — «Вісті Академії наук Української Радянської Соціалістичної Республіки».
- 1949—1991 — «Вісник Академії наук Української РСР» (у 1960-1969 не виходив).
- 1991—1993 — «Вісник Академії наук України».
- з 1993 — «Вісник Національної академії наук України»

## Редакційна колегія
До складу редколегії видання традиційно входять члени Президії НАН України (президент, віце-президенти, голови наукових секцій та відділень НАН України). Головним редактором «Вісника» є президент НАН України. Станом на травень 2016 до складу редколегії «Вісника НАН України» входять:

Головний редактор: Загородній Анатолій Глібович
Заступник головного редактора, науковий редактор: Кубальський Олег Нарцизович
Штатний заступник головного редактора: Мележик Олена Олександрівна
Редакційна колегія: Андон Пилип Іларіонович, 
Богданов Вячеслав Леонідович,
Булат Анатолій Федорович,
Горбулін Володимир Павлович,
Жулинський Микола Григорович,
Загородній Анатолій Глібович,
Картель Микола Тимофійович,
Кириленко Олександр Васильович,
Комісаренко Сергій Васильович,
Кошечко В'ячеслав Григорович, 
Лібанова Елла Марленівна,
Лобанов Леонід Михайлович,
Локтєв Вадим Михайлович,
Моргун Володимир Васильович,
Наумовець Антон Григорович,
Онищенко Олексій Семенович,
Пирожков Сергій Іванович,
Пономаренко Олександр Миколайович, 
Самойленко Анатолій Михайлович,
Смолій Валерій Андрійович,
Шульга Микола Федорович.